# Arnaldo Roselli
Arnaldo Roselli (... – 1949) è stato un ingegnere italiano.
Già in forza alla Scuderia Ferrari, è stato nel 1935 tra i progettisti (insieme a Luigi Bezzi e Enrico Bertacchini) della famigerata Alfa Romeo 16C bimotore, voluta da Enzo Ferrari per contrastare il predominio delle auto tedesche nei Grand Prix dell’epoca. Roselli progettò in proprio una testa con camere di scoppio emisferiche e valvole radiali per la trasformazione di normali motori della Fiat 1100 A in propulsori da corsa per la classe Sport 1100, chiamata "Testadoro" a causa del colore della fusione in bronzo. In seguito all’ingresso in società con Giorgio Giusti, progettò la testata con cilindrata da 750cc per la trasformazione dei tranquilli motori Fiat 500. Morì nell’autunno del 1949 in un incidente automobilistico insieme a Dante Spreafico, pilota con diverse Mille Miglia alle spalle.